# French (unità di misura)
Il French o Charrière è un'unità di misura di diametro che non fa parte del sistema internazionale, comunemente utilizzato per misurare la dimensione di un catetere in base al suo diametro esterno. Viene spesso abbreviato come Fr, FR, Fg o F, ma può essere espresso anche come CH o Ch (per Charrière, il suo inventore) nei paesi francofoni. 
L'indicatore è stato ideato dal francese Joseph-Frédéric-Benoît Charrière, un costruttore di strumenti chirurgici della Parigi del XIX secolo che definì la relazione "3 volte il diametro": infatti il diametro in millimetri di un catetere può essere determinato dividendo per 3 la dimensione in French: {\displaystyle D={\frac {Fr}{3}}} o {\displaystyle Fr=D\times 3}. Così, 1 millimetro corrisponde a 3 Fr; e ad esempio se la dimensione in French è 9, il diametro è di 3 mm.
Una misura crescente di French corrisponde a un catetere di diametro maggiore; ciò è contrario all'unità di misura Gauge, in cui un indicatore crescente corrisponde a un diametro minore del catetere. Inoltre la misura di French o Charrière corrisponde al diametro esterno, mentre il Gauge si riferisce al diametro interno.

## Corrispondenze della scala
| Valore French | Diametro (mm) | Diametro (pollici) |
| ------------- | ------------- | ------------------ |
| 3             | 1             | 0,039              |
| 4             | 1,35          | 0,053              |
| 5             | 1,67          | 0,066              |
| 6             | 2             | 0,079              |
| 7             | 2,3           | 0,092              |
| 8             | 2,7           | 0,105              |
| 9             | 3             | 0,118              |
| 10            | 3,3           | 0,131              |
| 11            | 3,7           | 0,144              |
| 12            | 4             | 0,158              |
| 13            | 4,3           | 0,170              |
| 14            | 4,7           | 0,184              |
| 15            | 5             | 0,197              |
| 16            | 5,3           | 0,210              |
| 17            | 5,7           | 0,223              |
| 18            | 6             | 0,236              |
| 19            | 6,3           | 0,249              |
| 20            | 6,7           | 0,263              |
| 22            | 7,3           | 0,288              |
| 24            | 8             | 0,315              |
| 26            | 8,7           | 0,341              |
| 28            | 9,3           | 0,367              |
| 30            | 10            | 0,393              |
| 32            | 10,7          | 0,419              |
| 34            | 11,3          | 0,445              |